# Бирма на летних Олимпийских играх 1968
Бирма принимала участие в Летних Олимпийских играх 1968 года в Мехико (Мексика) в шестой раз за свою историю, но не завоевала ни одной медали. Сборную представляли четыре спортсмена.

## Результаты

### Бокс
| Спортсмен | Весовая категория | Первый раунд  | Второй раунд                   | Четвертьфинал        | Полуфинал            | Финал                |       |
| Спортсмен | Весовая категория | Соперник Счёт | Соперник Счёт                  | Соперник Счёт        | Соперник Счёт        | Соперник Счёт        | Место |
| --------- | ----------------- | ------------- | ------------------------------ | -------------------- | -------------------- | -------------------- | ----- |
| Лай Тхет  | до 48 кг          | BYE           | Харта Карунаратне Цейлон П 0-5 | Завершил выступления | Завершил выступления | Завершил выступления | 9     |
| Тянь Тунь | до 60 кг          | BYE           | Луис Минами Перу П TKO-2       | Завершил выступления | Завершил выступления | Завершил выступления | 17    |

### Лёгкая атлетика
| Спортсмен      | Дисциплина | Результат | Результат |
| Спортсмен      | Дисциплина | Время     | Место     |
| -------------- | ---------- | --------- | --------- |
| Тхин Сумбвегам | марафон    | 2:32:22.0 | 18        |
| Хла Тхейн      | марафон    | 2:54:03.6 | 47        |